# Lionel Stander
Lionel Jay Stander (Nova Iorque, 11 de Janeiro de 1908 - Los Angeles, 30 de Novembro de 1994) foi um ator estadunidense.
El começou aos palcos aos 19 anos. Em 1935, mudou-se para Hollywood e trabalhou nos filmes O Galante Mr Deeds (1936), e Nasce uma Estrela (1937). Ficou fora dos Estados Unidos por todo os anos 50 morando na Inglaterra por ter se tornado comunista (o ator foi incluído na lista negra no período conhecido como Macartismo, sendo impedido de trabalhar em seu país), só retornando na década seguinte. Participou da série O Rei dos ladrões, quando conheceu Robert Wagner. Retomariam a parceria em Casal 20, que foi praticamente seu último trabalho. 
Lionel Stander faleceu de câncer em novembro de 1994. Encontra-se sepultado no Forest Lawn Memorial Park (Glendale), Glendale, Los Angeles, nos Estados Unidos.

## Filmografia
- Hart to Hart: Secrets of the Hart (1995) (TV)
- Hart to Hart: Old Friends Never Die (1994) (TV)
- Hart to Hart: Crimes of the Hart (1994) (TV)
- Hart to Hart: Home Is Where the Hart Is (1994) (TV)
- The Last Good Time (1994)
- Hart to Hart Returns (1993) (TV)
- Joey Takes a Cab (1991)
- Cookie (1989)
- Wicked Stepmother (1989)
- Bellifreschi (1987)
- The Transformers: The Movie (1986)
- 1941 (1979)
- Hart to Hart (1979) (TV)
- Cyclone (1978)
- The Squeeze (1978)
- Matilda (1978)
- New York, New York (1977)
- Ah sì? E io lo dico a Zzzzorro! (1976)
- The Cassandra Crossing (1976)
- San Pasquale Baylonne protettore delle donne (1976)
- The Black Bird (1975)
- La novizia (1975)
- Innocenza e turbamento (1974)
- Di mamma non ce n'è una sola (1974)
- Viaggia, ragazza, viaggia, hai la música nelle vene (1974)
- Giubbe rosse (1974)
- La via dei babbuini (1974)
- Il tuo piacere è il mio (1973)
- La mano nera - prima della mafia, più della mafia (1973)
- Mordi e fuggi (1973)
- Partirono preti, tornarono… curati (1973)
- Paolo il caldo (1973)
- Pulp (1972)
- Treasure Island (1972)
- Don Camillo e i giovani d'oggi (1972)
- All'onorevole piacciono le donne (Nonostante le apparenze… e purché la nazione non lo sappia) (1972)
- Milano calibro 9 (1972)
- Piazza pulita (1972)
- Crescete e moltiplicatevi (1972)
- Tedeum (1972)
- Tutti fratelli nel west
- Siamo tutti in libertà provvisoria (1971)
- The Gang That Couldn't Shoot Straight (1971)
- Stanza 17-17 palazzo delle tasse, ufficio imposte (1971)
- Per grazia ricevuta (1971)
- Mir hat es immer Spaß gemacht (1970)
- La collina degli stivali (1969)
- Zenabel (1969)
- Infanzia, vocazione e prime esperienze di Giacomo Casanova, veneziano (1969)
- H2S (1969)
- C'era una volta il West (1968)
- Gates to Paradise (1968)
- Al di là della legge (1968)
- A Dandy in Aspic (1968)
- Sette volte sette (1968)
- Cul-de-sac (1966)
- Promise Her Anything (1965)
- The Loved One (1965)
- The Moving Finger (1963)
- Blast of Silence (1961)
- St. Benny the Dip (1951)
- Two Gals and a Guy (1951)
- Drooler's Delight (1949)
- Wild and Woody! (1948)
- Trouble Makers (1948)
- Unfaithfully Yours (1948)
- Wet Blanket Policy (1948)
- Texas, Brooklyn and Heaven (1948)
- Call Northside 777 (1948)
- The Sin of Harold Diddlebock (1947)
- Fair Weather Fiends (1946)
- Gentleman Joe Palooka (1946)
- Specter of the Rose (1946)
- A Boy, a Girl and a Dog (1946)
- Who's Cookin Who? (1946)
- In Old Sacramento (1946)
- Apple Andy (1946)
- The Kid from Brooklyn (1946)
- The Loose Nut (1945)
- Watchtower Over Tomorrow (1945)
- The Big Show-Off (1945)
- Fish Fry (1944)
- Guadalcanal Diary (1943)
- Tahiti Honey (1943)
- Hangmen Also Die! (1943)
- Hit Parade of 1941 (1940)
- The Bride Wore Crutches (1940)
- What a Life (1939)
- The Ice Follies of 1939 (1939)
- The Crowd Roars (1938)
- Professor Beware (1938)
- No Time to Marry (1938)
- The Last Gangster (1937)
- The League of Frightened Men (1937)
- A Star is Born (1937)
- More Than a Secretary (1936)
- They Met in a Taxi (1936)
- Meet Nero Wolfe (1936)
- Mr. Deeds Goes to Town (1936)
- The Music Goes 'Round (1936)
- The Milky Way (1936)
- Soak the Rich (1936)
- I Loved a Soldier (1936)
- If You Could Only Cook (1935)
- I Live My Life (1935)
- The Gay Deception (1935)
- Page Miss Glory (1935)
- We're in the Money (1935)
- Hooray for Love (1935)
- The Scoundrel (1935)
- The Old Grey Mayor (1935)
- Smoked Hams (1934)
- I Scream (1934)
- Pugs and Kisses (1934)
- Mushrooms (1934)
- How'd Ya Like That? (1934)
- Salt Water Daffy (1933)
- In the Dough (1932)

## ligações externas
- Lionel Stander. no IMDb.